# Zlatko Jakuš
Zlatko Jakuš, född 1945 i Zagreb i Kroatien, är en kroatisk frimärksgravör. Större delen av de frimärken som Jakuš graverat har varit för svenska Posten. Jakuš har även gjort andra gravyrarbeten för Kroatien, Sverige och flera andra länder, däribland Singapore.